# Pokop (Michelangelo)
Pokop je nedokončana slika v olju na tabli polaganja Jezusa v grob, ki se zdaj na splošno pripisuje italijanskemu renesančnemu mojstru Michelangelu Buonarrotiju in je datirana okoli leta 1500 ali 1501. Hranijo jo v Narodni galeriji v Londonu, ki je delo kupila leta 1868 od Roberta Macphersona, škotskega fotografa s prebivališčem v Rimu, ki je po različnih nasprotujočih si poročilih  sliko tam pridobil približno 20 let prej. To je ena od peščice slik, ki jih pripisujejo Michelangelu, skupaj z Mančestersko Madonno, Doni Tondo in morda Muke sv. Antona.

## Zgodovina
Kronološki položaj tega dela je bil vir nekaterih sporov, čeprav se na splošno šteje za zgodnje delo. Nekateri avtorji menijo, da jo je morda izdelal eden od Michelangelovih učencev po risbi mojstra ali je bila neposredna imitacija njegovega dela.
Po dokumentih, odkritih leta 1981 , je bilo Michelangelu leta 1500 naročeno, da naslika tablo za pogrebno kapelo v cerkvi Sant'Agostino v Rimu, vendar je na koncu vrnil prejeti znesek. Verjetno je bilo to delo Pokop, ki je ostalo nedokončano po Michelangelovem vrnitvi v Firence leta 1501. Tema bi bila primerna za kapelo, posvečeno pietà, v svojem položaju pa bi bila osvetljena z leve strani, kot je upodobljen prizor v sliki. Opis slike v katalogu Narodne galerije nakazuje, da je Michelangelo odšel, da bi zavaroval velik blok marmorja, ki bi postal njegova skulptura Davida, ki se ga je lotil oblikovati leta 1501.

## Opis
Na sredini table je upodobljeno golo telo mrtvega Kristusa, ki ga po stopnicah nosijo do groba, ki naj bi ga naslikali na praznem območju v skalah zgoraj desno.
Michelangelov tipičen androgini prikaz drugih figur otežuje njihovo zanesljivo identifikacijo. Bradati starejši moški za Jezusom je verjetno Jožef iz Arimateje, ki je svoj grob odstopil za uporabo kot Kristusov grob ali pa Nikodem, ki je pomagal pri pripravi Kristusovega telesa za pokop. Dolgodlaka figura na levi v dolgi oranžno-rdeči obleki je verjetno sveti Janez Evangelist. Ženska, ki kleči pred njegovimi nogami, je verjetno ena od treh Marij, morda Marija Magdalena: predhodna študija klečeče ženske v Louvru prikazuje njeno akt, s trnovo krono in tremi žeblji. V Louvru je tudi risba golega moža, ki je lahko študija za sv. Janeza.
Identiteta obeh figur na desni je negotova. Predlogi za lik, ki stoji na desni strani Jezusovega telesa in ga podpira skupaj s svetim Janezom, segajo od Nikodema do druge Marije, morda Marije Kleofe , medtem ko je lahko slika na skrajni desni strani Marija Saloma. Veliko nedokončano območje spodaj desno je bilo namenjeno klečeči postavi Device Marije.
Lebdeči videz nekaterih figur je mogoče deloma razložiti z dejstvom, da je slika namenjena za ogled od spodaj , in s tem, da je nedokončana. Navidezna neskladnost stališča prinašalca na desni pa ostaja problematična.
Številni nedokončani deli slike, na primer plašč pogrešane Device, bi potrebovali količine dragega ultramarina modrega pigmenta, narejenega iz lapis lazulija v prahu. Če bi tega primanjkovalo, bi to lahko zadržalo dokončanje slike, kar bi lahko pojasnilo, zakaj ni bila dokončana. Vendar tudi če bi bilo tako, to ne bi pojasnilo, zakaj umetnik ne bi mogel dokončati številnih drugih delov slike, za katere ni bila potrebna modra barva.
Kompozicija je nova, pri čemer je Jezusovo telo običajno vodoravno položeno na slikah pokopa, čeprav obstajajo zgodnejši primeri z Jezusom, ki je bil postavljen navpično in so lahko vplivali na Michelangela, vključno predela  iz 1438-1440 na oltarju San Marco Fra Angelico in Domenico Ghirlandaio. Jezusova pokončna drža se lahko sklicuje na njegovo skorajšnje telesno vstajenje in dvig zakramentnega kruha ob praznovanju evharistije. 
Nedokončana narava dela razkriva Michelangelovo slikarsko tehniko, ki po vrsti dokonča področja na način freske ali tempere, namesto da bi skiciral celotno delo in dodal podrobnosti, kot bi to storila na primer Rafael ali Leonardo. Prikazuje tudi območja barve, ki jih je Michelangelo opraskal, na primer kamenje.
Delo je bilo v zbirki Farnese do leta 1650. Po prehodu skozi druge zbirke v Rimu ga je kupil Robert Turnbull Macpherson. Nemška slikarja Peter von Cornelius in Friedrich Overbeck sta jo leta 1864 pripisala Michelangelu. Sprva je bila atribucija zavrnjena in je bila dodeljena tako imenovanemu mojstru manchestrske Madone, ki je bila kasneje pripisana Michelangelu.
- Michelangelo, skica klečeče ženske, Louvre
- Michelangelo, skica stoječega moža, Louvre
- Fra Angelico, Pokop predela, 1438-1440, Stara Pinakoteka
- Delavnica  Domenica Ghirlandaia, Mrtvi Kristus pred grobom, c.1485, Badia a Settimo

### Navedena dela
- Hirst, Michael; Dunkerton, Jill (1994). Making and Meaning: the Young Michelangelo. London: National Gallery Publications.